# Leonis trineura
Leonis es un género monotípico de plantas herbáceas perteneciente a la familia de las asteráceas. Su única especie: Leonis trineura, es originaria de la Hispaniola y Cuba, donde se encuentra en Guantánamo.

## Taxonomía
Leonis trineura fue descrita por (Griseb.) B.Nord.    y publicado en Compositae Newsletter 44: 56. 2006.
Sinonimia
- Senecio domingensis Urb., 1912
- Senecio leonis Britton & P.Wilson, 1923
- Pentacalia trineura (Greenm.) Borhidi, "1992"=1994
- Senecio trineurus Griseb. basónimo[4]